# Borgward B 611
Der Borgward B 611 war ein Kleintransporter der Borgward-Werke in Bremen, der von 1957 bis 1962 gebaut wurde.

## Geschichte
Er wurde 1957 unter dem Namen Borgward B 1500 F als Frontlenker-Transporter vorgestellt (F = Frontlenker) und in den Prospekten als 1 1/2 to Frontlenker bezeichnet. Erst 1959 wurde der Name in B 611 geändert. Es gab ihn als Kastenwagen, Kleinbus (BO 611) und als Pick-up bzw. Pritschenwagen mit abklappbaren Bordwänden. Er sollte den Borgward B 1500 oder ab 1959 B 511 genannten Haubenlaster ergänzen.

## Motor und Getriebe
Der Motor des Frontlenkers war zwischen dem Fahrer- und Beifahrersitz eingebaut. Zur Wahl standen zwei wassergekühlte Viertakt-Vierzylindermotoren, und zwar der 1,5-Liter-Ottomotor der Borgward Isabella mit einer Leistung von 60 PS (44 kW) oder der 1,8-Liter-Dieselmotor des Borgward Hansa 1800 mit 42 PS (31 kW). Beide Ausführungen hatten das vollsynchronisierte Vierganggetriebe mit Lenkradschaltung des Borgward B 1500. Die Höchstgeschwindigkeit mit Ottomotor betrug 92 km/h, mit Dieselmotor 75 km/h.

## Fahrwerk und Aufbau

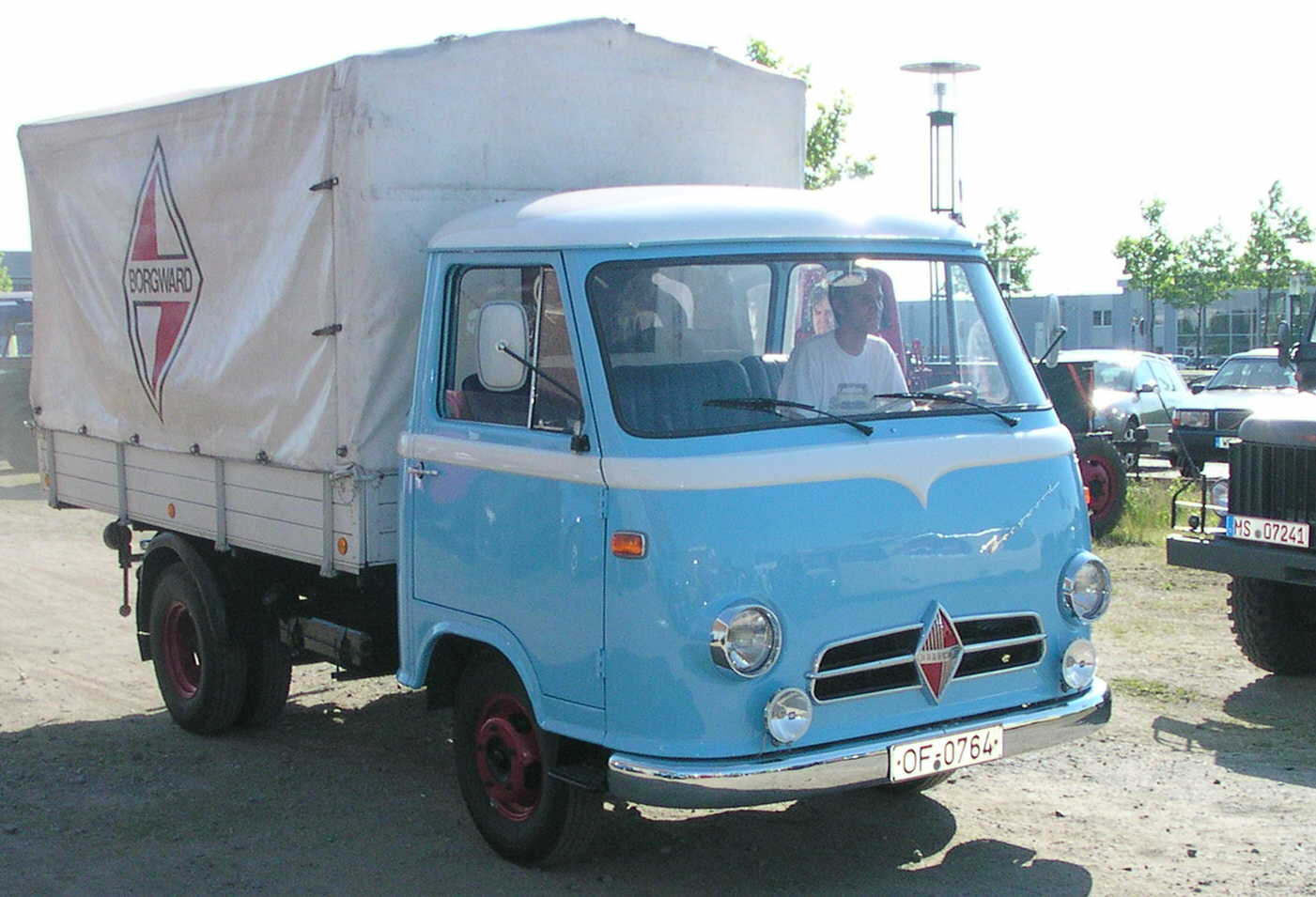
Borgward B 611 Pritschenwagen

Für die Fahrzeuge gab es zwei Rahmenversionen mit unterschiedlicher Basishöhe. Nach Herstellerangaben betrug die Höhe der Ladefläche über der Fahrbahn 845 mm beziehungsweise 640 mm. Der Boden bei Kastenwagen und Omnibus war niedriger als die Ladehöhe bei den Pritschenwagen. Der B 611 hatte einen Kastenrahmen aus geschlossenen rechteckigen Blechprofilen mit Quertraversen, vorn Einzelradaufhängung an Querlenkern mit Schraubenfedern, hinten eine Starrachse mit Blattfedern. Motor, Kupplung, Getriebe, Kühler und die vordere Radaufhängung wurden von einem Hilfsrahmen aufgenommen. Die Fahrerkabine des Pritschenwagens war rundum großzügig verglast, hatte schmale Säulen und bot eine gute Übersicht. Die Rückwand dieser Kabine und die Rückwand des Busses waren im Interesse einer rationellen Fertigung baugleich, und auch im Kastenwagen wurde dieses Bauteil mit nur geringer Veränderung eingesetzt.
Das Fahrzeug hatte einen Radstand von 2600 mm. Der Bus und der Kastenwagen waren 5100 mm lang, der Pritschenwagen 5200 mm. Die Breite lag einheitlich bei 2100 mm, die Höhe bei 2230 mm bzw. 2180 mm (Pritsche). Mit einem verhältnismäßig engen Wendekreis von 10,8 m galt der Wagen als besonders für den Einsatz in der Stadt geeignet.

## Bauzeit
Die Produktion des Borgward B 611 endete 1961. 14.748 Stück wurden hergestellt.
Zwischen 1960 und 1962 entstanden bei Dinborg, einem argentinischen Gemeinschaftsunternehmen mit der staatlichen DINFIA, insgesamt 1296 Kleintransporter B 611.